# Solotscha-Geburtskloster

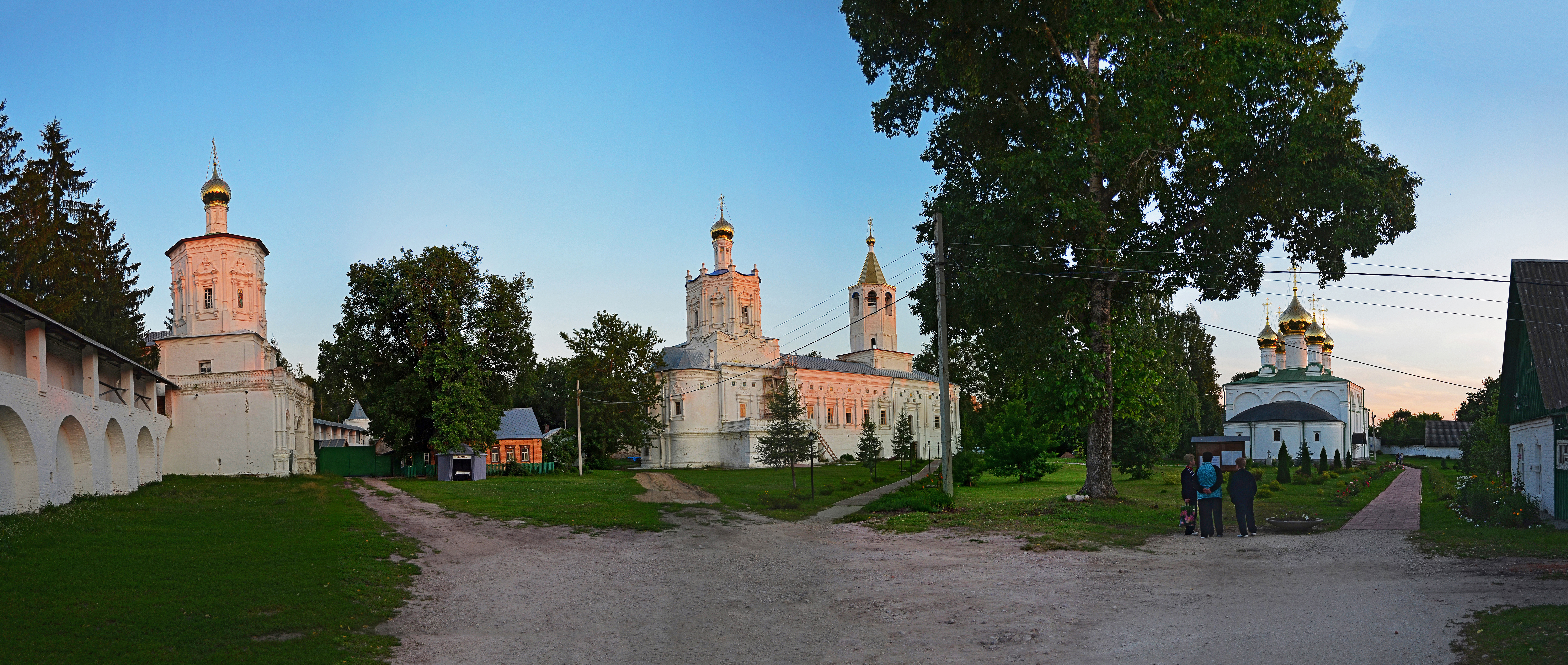
Solotscha-Geburtskloster (1390), von links nach rechts: Torkirche des Heiligen Johannes des Täufers, Kirche des Heiligen Geistes und die Kathedrale der Geburt der Jungfrau Maria

Das Kloster der Geburt der Jungfrau Maria von Solotscha (russisch Солотчинский Покровский монастырь Solotschinski Pokrowski monastyr) ist ein russisch-orthodoxes Kloster an der Stelle einer alten Siedlung am Zusammenfluss des Flusses Solotscha und der Oka, 20 km von Rjasan entfernt.

## Geschichte
Das Kloster wurde 1390 von dem Rjasaner Fürsten Oleg Iwanowitsch (Oleg II. von Rjasan) gegründet, wobei der Fürst später das Mönchsgewand annahm.
Vom 15. bis zum 16. Jahrhundert erfuhr das Kloster eine starke Expansion, insbesondere seiner Ländereien.
Vom 16. bis zum 18. Jahrhundert hatte das Kloster zwischen 40 und 65 Mönche (39 im Jahr 1597) und etwa 96 bezahlte Angestellte (1663–1680). Zu Beginn des 17. Jahrhunderts waren 748 Bauernhaushalte vom Kloster abhängig (was es zu einem Kloster der Mittelschicht macht).
1917 wurde das Kloster geschlossen, aber 1994 wurde es an die Diözese zurückgegeben und wiedereröffnet.

## Kulturerbe
Drei Kirchen sind erhalten geblieben: die Kirche Johannes des Täufers über dem Tor (1695), die unter Archimandrit Ignatius Schangin erbaut wurde, und die Pfingstkirche mit ihrem Refektorium (1688–1689), zudem die Kathedrale der Geburt der Jungfrau Maria. Diese im Stil des Naryschkin-Barocks errichteten Gebäude werden dem Architekten Buchwostow zugeschrieben. Zu sehen sind der Baukörper (17. Jahrhundert), die fünf Kuppeln der Geburtskathedrale (1691) und die befestigten Mauern (1688).
Die Außenseite der Kirche St. Johannes der Täufer ist mit bunten Kacheln geschmückt, die von Stepan Poloubes stammen, der für seine Arbeiten im Neu-Jerusalem-Kloster und im St.-Josef-Kloster in Wolokolamsk bekannt ist.
Auf dem Gelände des Klosters wurden Prinz Oleg, seine Frau Euphrosine und sein Schwager, der Tatarenprinz Solohmir, der auf den Namen Johannes getauft wurde, beigesetzt (sein Grab wurde in der Kapelle der Seligen Jungfrau Maria wiedergefunden).

## Galerie

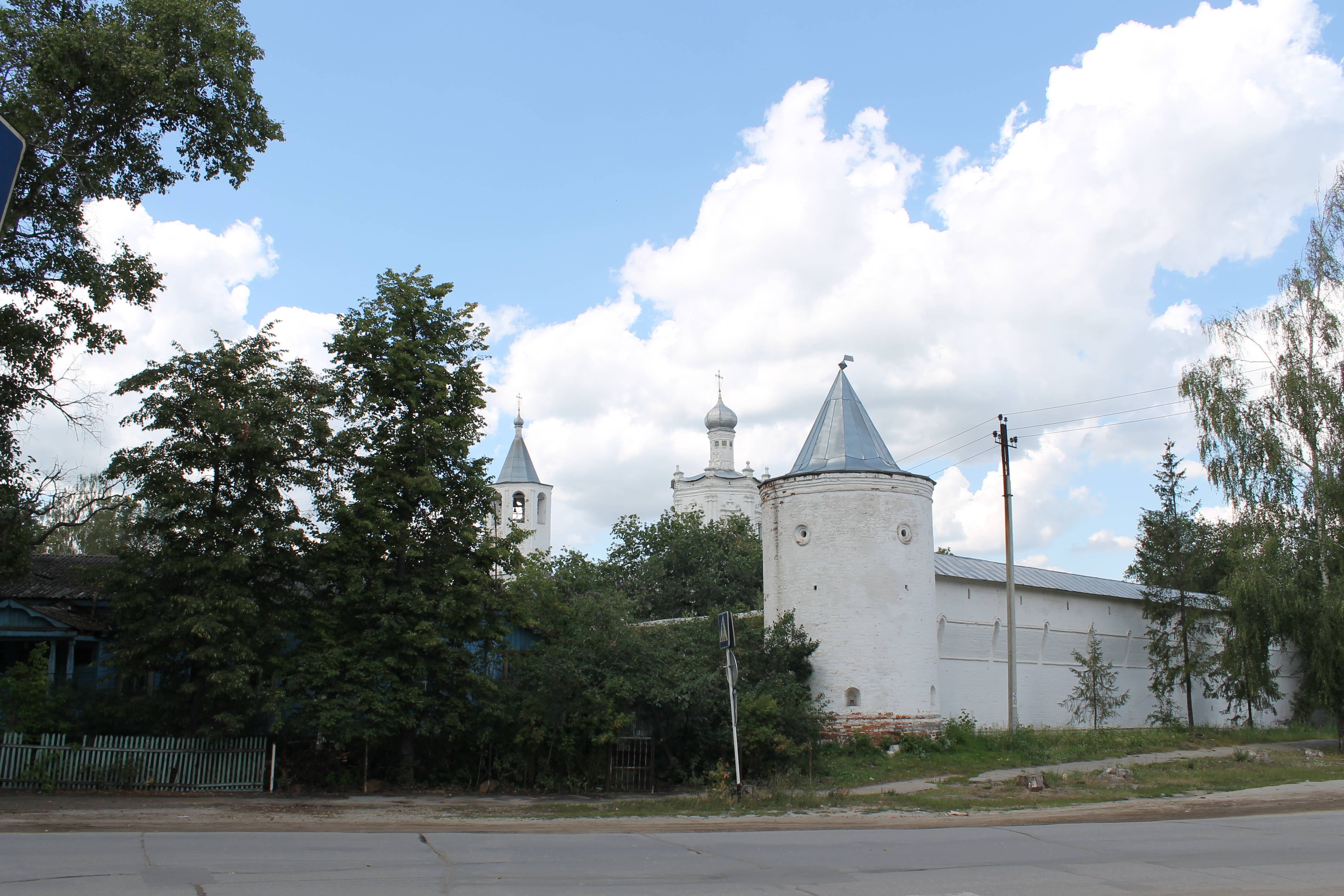
Klostermauern auf dem gleichnamigen Platz in Solotcha
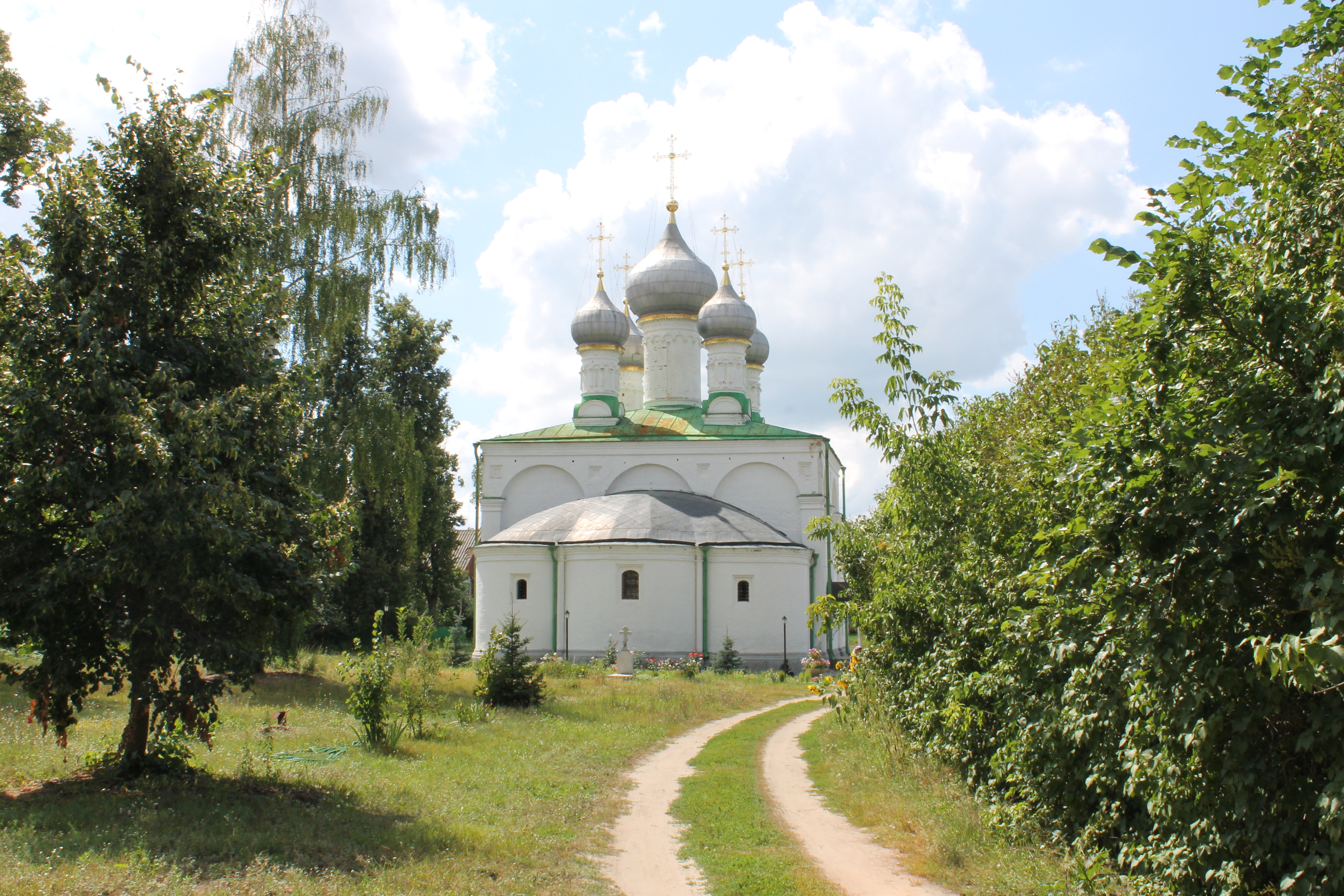
Kathedrale der Geburt der Jungfrau Maria
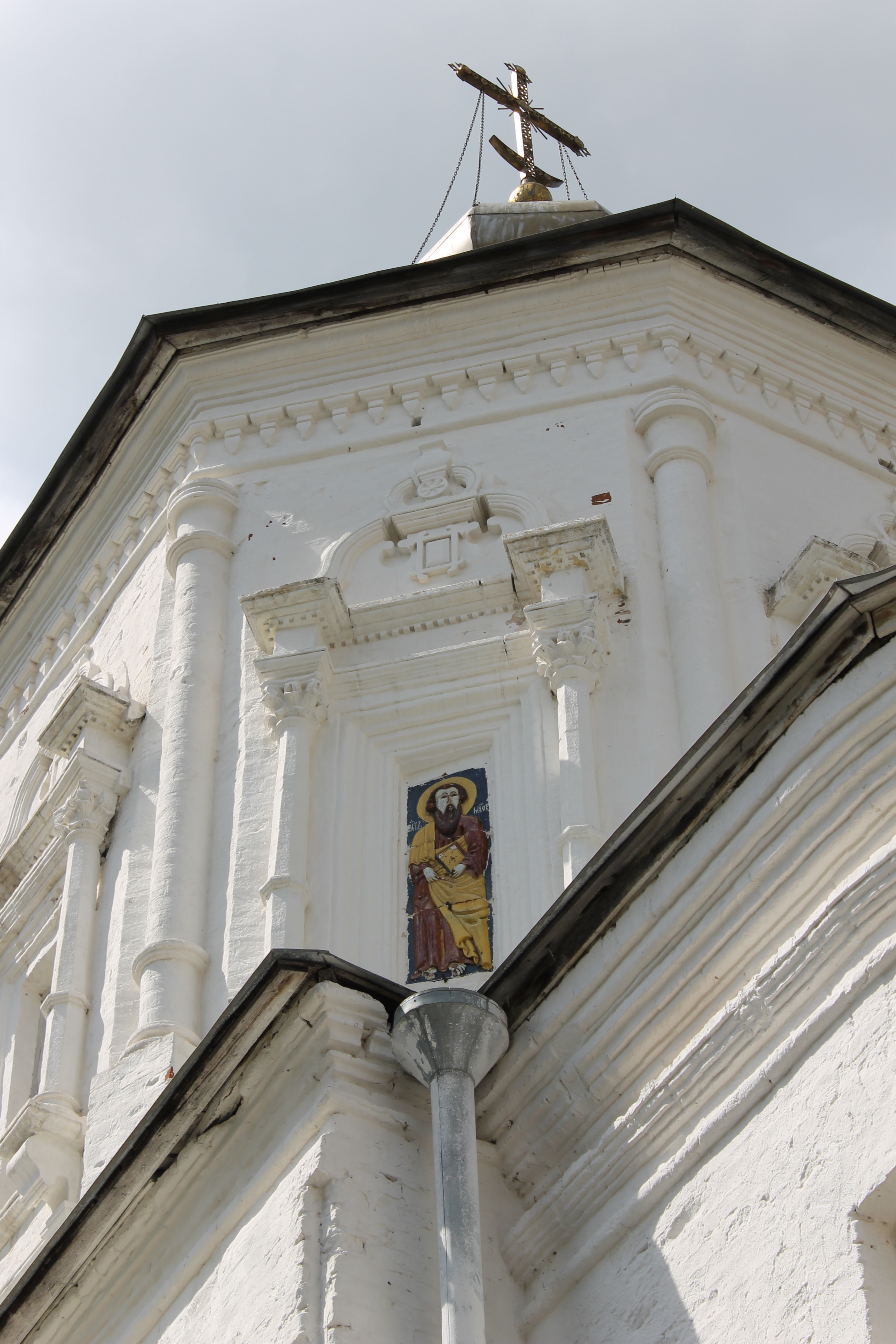
Fragment der Tor-Kirche von St. Johannes dem Täufer
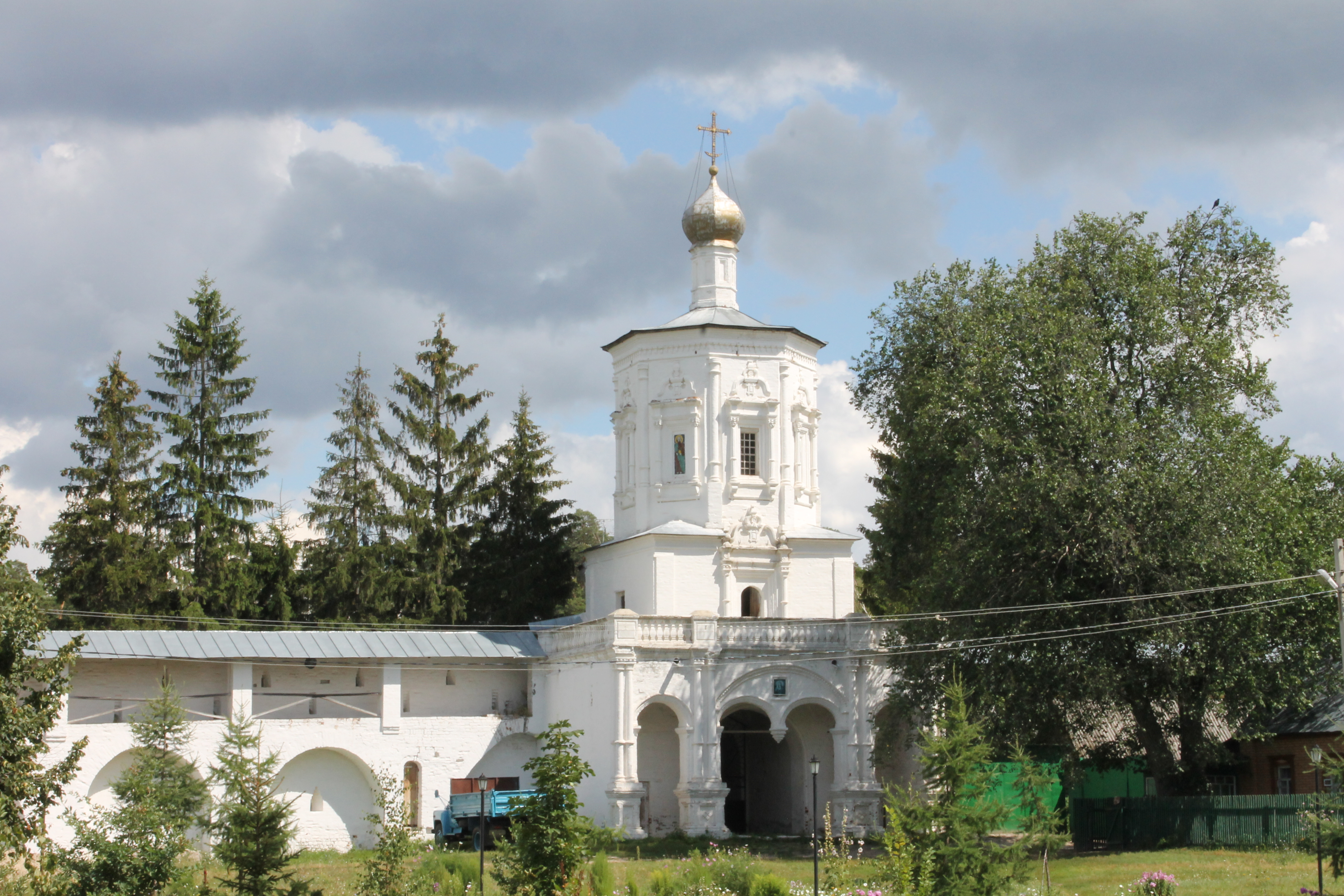
Tor-Kirche St. Johannes der Täufer (Blick von der Seite des Klosters)
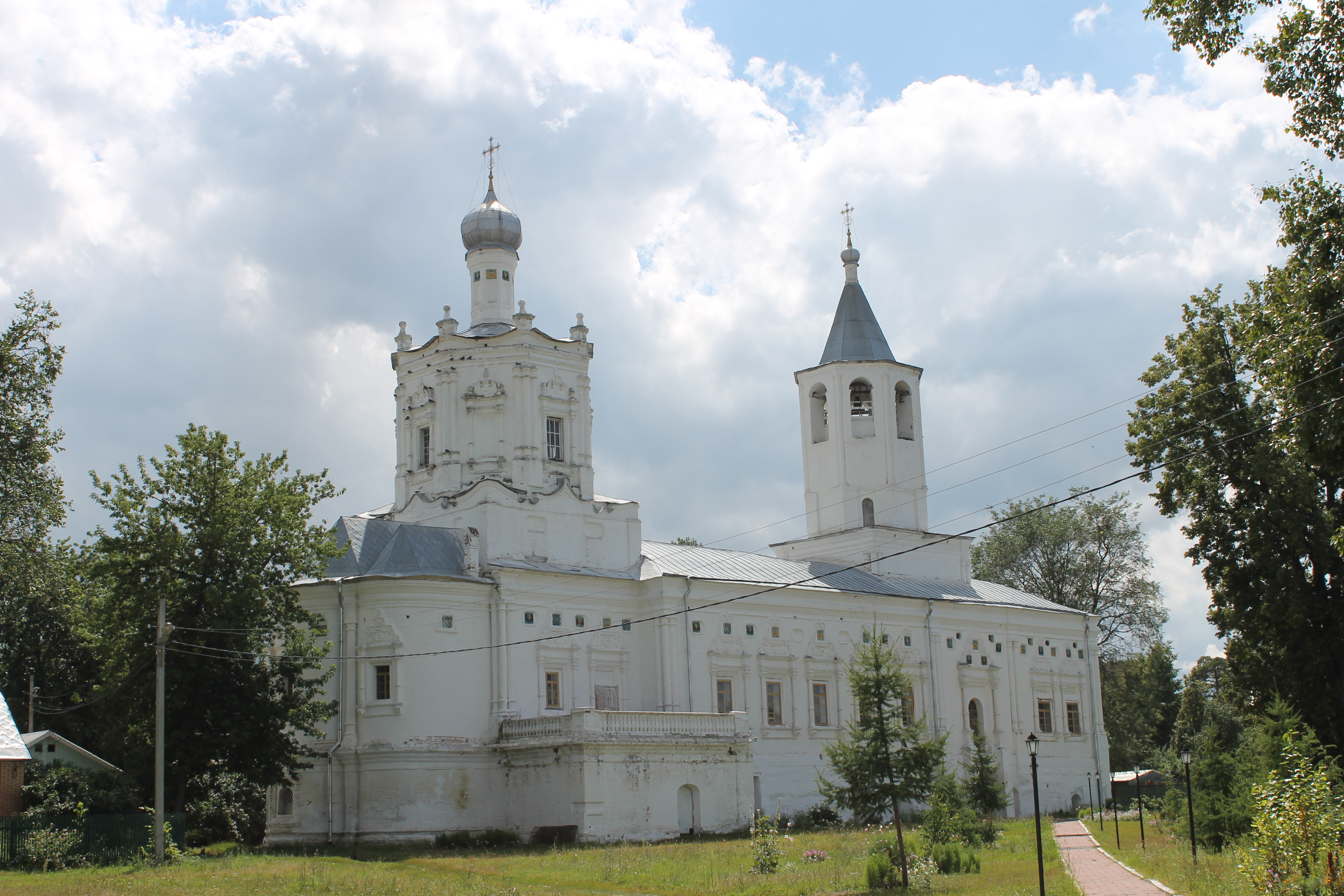
Kirche des Heiligen Geistes, Blick vom Altarraum
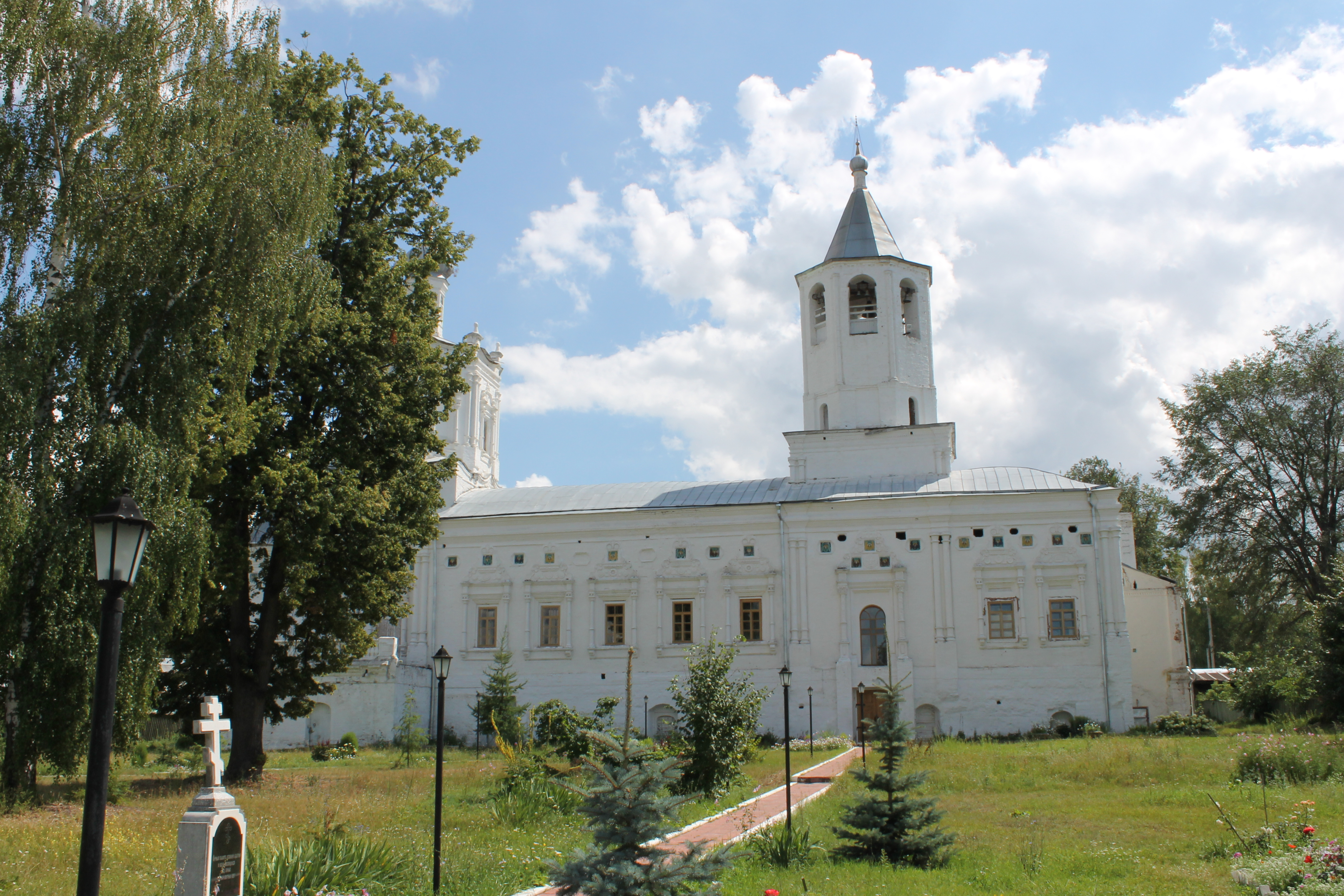
Der Glockenturm der Kirche des Heiligen Geistes